# Flæskesvær
Flæskesvær er lavet af svinehud og er en snack eller tilbehør til mad. I Danmark ofte betragtet som typisk dansk, da flæskesvær indgår i de typiske danske retter flæskesteg og ribbensteg. Som snack sælges flæskesvær i poser, tidligere kræmmerhus.

## Oprindelse og historie
Oprindelsen af flæskesvær tilskrives 1800-tallet, hvor man ønskede at udnytte slagtesvinet 100 procent og fandt en metode, hvor den ellers uspiselige hud kunne koges og steges og indtages som snack. Opskriften synes ikke at have ændret sig siden dengang.
Selv om vi danskere anser flæskesvær for at være en udpræget dansk tradition, så tilskrives oprindelsen til Storbritanniens West Midlands eller Black Country, kaldt sort land efter sine rødder i den industrielle revolution og fortsatte virke som centrum for tungindustri og minedrift, hvorom det sagdes, at området i dagvis kunne være dækket af snavs og sod. Pork Scratchings, som englænderne kalder flæskesvær for, var mad for arbejderklassen, med oprindelse tilbage i 1800-tallet, hvor familier holdt deres egne grise hjemme og fodrede dem op til slagtning. Med mangel på mad måtte ingen del af grisen gå til spilde, og enten ved design, eller ved forsøg, eller ganske enkelt ved et tilfælde, blev den i dag så berømte Pork Scratching til.
En gammel opskrift fra den tid forklarer, at metoden gik ud på at tage skindet (huden) af grisen og lægge et lag fedt på. Derefter skæres skindet i mindre stykker og koges i en tykbundet gryde, først ved lav varme indtil der dannes væske, hvorefter temperaturen øges, mens hud og fedt omrøres for at undgå det brænder fast. Sværen tages derefter op og spises med salt, mens det resterende fedt bruges til at stege kartofler, på engelsk kaldt chips, på dansk kaldt pommes frites. En anden samtidig metode går ud på at lægge skindet i en ovn og lade fedtet dryppe af, hvorefter det bages ved høj varme, så det bliver sprødt. Spises med salt.
I det sorte West Midlands solgtes omkring år 1900 små salttørrede strimler af bacon i poser, måske forløberen for de senere så populære flæskesvær. I 1930'erne begyndte en egentlig kommerciel produktion. I Danmark var flæskesvær typisk slagterens eller viktualieforretningens hjemmelavede, først i 1980'erne begyndte egentlig industriel storproduktion.

## Moderne produktion
I en moderne dansk flæskesværproduktion er det kun en mindre del af skindet, der anvendes, da kvaliteten varierer alt efter, hvor på grisen huden sidder. En del af skindet bliver solgt til Sverige, hvor det bliver lavet til gelatine, også kaldet husblas. Andre dele bliver solgt til virksomheder, der laver emulsioner, hvilke er produkter baseret på væske, som bliver brugt som fyldstof i fx fars. Andre virksomheder bruger grisehud til at fremstille lim. Det resterende skind fra rygstykket, nakken og en del af brystet er af en kvalitet, der kan anvendes til fremstilling af flæskesvær.
Huden bliver skoldet, svedet og flamberet, så den er helt fri for urenheder og mikroorganismer. Når denne proces er udført, er der kun omkring halvdelen tilbage. Fra en gris på cirka 100 kg slagtevægt kan der produceres omkring to kilo svær. Det svarer til omkring en kvadratmeter flæskesvær, if. Danish Crown-slagteriet i Hadsund, og hvis det stykke skæres ud i fine stykker på tre gange tre centimeter, bliver der i omegnen af 1000 flæskesvær, der kan forarbejdes videre til snacks.
Hvis man i stedet for snacks vil lave gammeldags flæskesvær, som de kendes med fedtkant og groft salt, bliver skindet skåret til aflange stykker i stedet for kvadrater. Derefter koges de, så vand og fedt smelter af. Det reducerer mængden af flæskesvær til lidt over 500 gram, og hvis man skønner, at en flæskesvær vejer 3,5 gram, så betyder det, at der bliver cirka 150 flæskesvær. Gammeldags flæskesvær bliver pakket i poser på omkring 50 gram. Det svarer til at en 100 kilo gris kan producere ti poser flæskesvær, som hver indeholder cirka 15 flæskesvær.
Landets største flæskesværproducent i dag er OK Snacks i Ejstrupholm i Midtjylland, der kommercielt har fremstillet de sprøde snacks siden 1982. På OK Snacks fremstilles årligt 1.200 ton, hvilket svarer til, at hver danskere indtager lidt over 200 gram, eller fire poser i løbet af et år.

## Hjemmelavede flæskesvær
En mulighed for at hjemmelave flæskesvær er at købe et stykke svinehud til svær hos slagteren. Skær huden ud i strimler, der kommes i kogende vand, og lad dem koge i 20 minutter. Tag sværene op og afkøl dem på fedtsugende papir ved at duppe dem enkeltvis. Gnub og vend derefter strimlerne i salt, hvilket er et vigtigt element, som skal udføres med grundighed, da saltet tilføjer smagsdybde og er med til at gøre sværen sprød. Valget af salt kan præge smagen, fx sydesalt. Spred sværene ud på en bradepande og sæt den i en forvarmet ovn på 200 grader. Sværene skal stege i ca. 30 minutter og vendes flere gange undervejs i forløbet. Det smeltede fedt skal hældes fra undervejs. Sørg for at sværene er jævnt fordelt, så alle får samme varme. Høj varme er vigtig og forudsætningen for, at sværen bliver sprød. Det kræver opmærksomhed under processen, og når sværene har opnået den rette konsistens, tages de ud og lægges på fedtsugende papir. De kan serveres med forskellige krydderier eller dyppelse.

## Flæskesvær i andre kulturer
Hvor vi danskere har en tendes til at anse flæskesvær for noget ærkedansk, så findes de faktisk i mange andre lande, blandt andet de sydøstasiatiske lande, Filippinerne (Chicharon), Vietnam og Thailand; i sidstnævnte har mange danske feriegæster angiveligt set flæskesvær (thai: Khaep mu) til salg i poser, eller fået dem serveret som forret, eller spist flæskesteg med sprød svær (crispy pork), der er en typisk nordthailandsk egnsret. Som egnsret kan sværen være først kogt, derefter soltørret i flere dage, krydret og saltet, og til sidst dybstegt i olie. Også sprøde svær fra kyllingehud, der kan ligne visse flæskesvær til forveksling, er populære.
Mexico er en af verdens største producenter af flæskesvær (pork rind), lokalt kendt som chicharrón eller chicharra. Også i USA, hvor flæskesvær nogen steder kaldes cracklings, er det en populær snack, såvel som sprød hud fra andre dyr, som for eksempel gæs. 
Flæskesvær er ligeledes populær snack i mange andre europæiske lande, for eksempel Belgien og Holland, hvor de hedder knabbelspek, og i Tyskland og Østrig, hvor de er kendt som Grammeln eller Grieben eller Schweinekrusten.

## Flæskesvær, sund eller usund snack
Flæskesvær har ofte været anset som en mindre sund snack, dels grundet fedtindholdet, og dels fordi fedt fra dyr og mælk gennem 20 år været anset som den store kost-skurk. I stedet lød de danske kostråd, at man skulle erstatte fedtet med kulhydrater fra for eksempel brød, ris og pasta. Men ny amerikansk forskning viser, at hverken mælkefedt fra fx smør og ost, eller dyrefedt fra flæskesteg og flæskesvær, øger risikoen for hjerte-kar-sygdomme. I stedet bør det hvide brød skrottes, mener forskerne, og det er danske forskere på Institut for Human Ernæring ved Københavns Universitet og Klinisk Epidemiologisk Afdeling, Århus Universitetshospital, enige i – men begge steder understreger forskere, at der endnu mangler mange videnskabelige studier, før man kender den fulde sammenhæng mellem fedt, kulhydrater og hjerte-kar-sygdomme.